# Gennagyij Gennagyijevics Kovaljov
Gennagyij Gennagyijevics Kovaljov (oroszul: Геннадий Геннадиевич Ковалёв; Kropotkin, 1983. május 17.) orosz amatőr ökölvívó.
2004-ben harmatsúlyban lett Európa-bajnok majd még abban az évben az orosz válogatott tagjaként szerepelt az olimpián ahol a negyeddöntőben kapott ki a kubai Guillermo Rigondeauxtól, így nem szerzett érmet. Azóta 10 kg-mal nehezebben kisváltósúlyúként versenyez. Ötszörös orosz bajnok, a 2007-es orosz bajnokság döntőjében a világbajnok Alekszandr Maletyint győzte le.

## Eredményei
- 2002-ben orosz bajnok harmatsúlyban.
- 2002-ben ezüstérmes az Európa-bajnokságon harmatsúlyban. A döntőben az fehérorosz Havazsi Hacigovtól szenvedett vereséget.
- 2003-ban orosz bajnok harmatsúlyban.
- 2003-ban ezüstérmes a világbajnokságon harmatsúlyban. A döntőben az azeri Agaszi Mammadovtól szenvedett vereséget.
- 2004-ben Európa-bajnok harmatsúlyban.
- 2005-ben orosz bajnok kisváltósúlyban.
- 2006-ban orosz bajnok kisváltósúlyban.
- 2007-ben orosz bajnok kisváltósúlyban.
- 2007-ben ezüstérmes a világbajnokságon kisváltósúlyban. A nyolcaddöntőben Káté Gyulát, a negyeddöntőben a bolgár Borisz Georgijev-et, az elődöntőben az angol Bradley Saunders-et győzte le, a döntőben azonban sima pontozásos vereséget (20:5) szenvedett a címvédő kazah Szerik Szapijevtől .